# Aromantiek

De vlag van de aromantische gemeenschap

Aromantiek is een romantische geaardheid waarbij de persoon weinig tot geen romantische aantrekking voelt. Dit wordt vaak afgekort naar 'aro' in de spreektaal. Dit staat los van aseksualiteit, wat gaat over de seksuele geaardheid van een persoon, waarbij de persoon weinig tot geen seksuele aantrekking voelt. 

## Identiteiten en relaties

### Identiteiten
Zoals vele identiteiten binnen de queer gemeenschap is de aromantische identiteit een spectrum. Enkele termen voor identiteiten binnen dit spectrum zijn:
- aromantisch - iemand die weinig tot geen romantische aantrekking voelt
- demiromantisch - iemand die pas romantische aantrekking voelt wanneer die persoon een hechte emotionele band heeft kunnen vormen met een andere persoon
- grijsromantisch - iemand die oftewel heel af en toe romantische aantrekking voelt, oftewel onder specifieke omstandigheden, oftewel de aantrekking zwak aanvoelt
- aroflux - iemand die hun identiteit op het aromantische spectrum ervaart als veranderlijk

### Relaties
Aromantiek gaat enkel over romantische geaardheid; seksuele geaardheid staat hier los van. Ten eerste vallen de romantische en seksuele geaardheid niet altijd samen. In veel gevallen valt dit samen, en is een persoon bijvoorbeeld heteroseksueel en heteroromantisch. Er zijn ook gevallen waar deze geaardheden niet overeenkomen, waardoor een persoon bijvoorbeeld homoseksueel en aromantisch is.
Daarnaast zijn seksuele en romantische aantrekking ook niet de enige soorten aantrekking die een persoon kan voelen. Enkele voorbeelden hiervan zijn platonische aantrekking, waarbij men graag bevriend wil zijn met een bepaalde persoon; intellectuele aantrekking, waarbij men geïntrigeerd is door iemands kennis; en fysieke aantrekking, waarbij men graag fysiek dicht bij een bepaalde persoon is, zonder dat hier seksuele connotaties aan vasthangen.
Door deze andere soorten van aantrekking dat een persoon kan voelen is het voor aromantische personen nog steeds mogelijk om in een relatie te stappen met iemand. Een bijzonder voorbeeld hiervan is een queerplatonische relatie (QPR) stappen. Een QPR is niet strikt platonisch, romantisch of seksueel. De grenzen van deze relatie worden door de leden van de relatie zelf afgesproken en kunnen zo verschillende vormen aannemen.